# كريس ميشيل
كريس ميشيل (بالإنجليزية: Chris Michell)‏ هي عازفة فلوت ‏ بريطانية، ولدت في 7 مارس 1951.

## وصلات خارجية
- كريس ميشيل على موقع ميوزك برينز (الإنجليزية)
- كريس ميشيل على موقع ميوزك برينز (الإنجليزية)
- كريس ميشيل على موقع ميوزك برينز (الإنجليزية)
- كريس ميشيل على موقع ديسكوغز (الإنجليزية)